# Liverpool Street Station
Liverpool Street Station, også kendt som London Liverpool Street eller bare Liverpool Street, er både en endestation i det centrale London og en hertil forbundet London Underground-station, i det nordøstlige hjørne af City of London. Den åbnede i 1874 og er endestation for to hovedbaner: den travleste heraf er Great Eastern Main Line (GEML) til Ipswich og Norwich, og West Anglia Main Line til Cambridge. Der er også mange pendlertog til Østlondon og Essex. Derudover er den endestation for Stansted Express, der er en hurtig forbindelse til London Stansted Airport.
Den er en af de travleste stationer i Storbritannien, den tredje travleste i London efter Waterloo og Victoria Stationer, der har 123 millioner passagerer hvert år. Liverpool Street er en af 18 stationer, der bestyres af Network Rail. Stationen har udgange til Bishopsgate, Liverpool Street og byudviklingsområdet Broadgate. Stationen forbinder London Underground-banerne Central, Circle, Metropolitan og Hammersmith & City lines. Stationen er i takstzone 1.

## Historie
Liverpool Street Station blev åbnet for trafik den 2. februar 1874 af Great Eastern Railway (GER) og var færdigbygget den 1. november 1875. Denne dag lukkede den oprindelige terminal, Bishopsgate for passagerer. Bishopsgate genåbnede som godsbanegård i 1881, men nedbrændte den 5. december 1964. London Fire Brigade stillede op med 40 brandbiler, 12 stiger og over 200 brandmænd til ulykken, men kunne ikke redde depotet fra destruktion. To toldere blev dræbt i den spektakulære brand. Grunden stod forladt i over 30 år, men er nu blevet genudviklet til Shoreditch High Street Station, som en del af forlængelsen af London Undergrounds East London line, der blev en del af London Overground-netværket.
Den nye station blev designet af Easterns overingeniør Edward Wilson, og blev bygget af John Mowlem & Co. på grunden, der husede verdens første psykiatriske hospital, Bethlem Royal Hospital, fra det 13. til det 17. århundrede. En mindetavle fra City of London Corporation for stationens anlæg hænger på væggen i det tilstødende tidligere Great Eastern Hotel, der var tegnet af Charles Barry, Jr. (søn af Sir Charles Barry) og hans bror Edward Middleton Barry, ligeledes bygget af John Mowlem & Co. Stationen blev opkaldt efter gaden den ligger på, der i sin tid blev opkaldt til ære for Lord Liverpool, britiske premierminister fra 1812 til 1827, der byggede en del af City of Londons udvidelse i slutningen af sin periode på posten.
Anlægget af stationen blev i gangsat, da selskabet ønskede en terminal tættere på centrum, end den, der var åbnet af deres forgængere Eastern Counties Railway den 1. juli 1840, på Shoreditch. Denne station blev omdøbt "Bishopsgate" i 1846. Anlægget var meget dyrt, på grund af områdets høje ejendomspriser, og mange personer blev fortrængt under de store nedrivninger. Ønsket om at forbinde Easterns spor med Metropolitan Railway, en forbindelse der sjældent blev brugt og relativt hurtigt lukket, betød at GER's spor måtte graves ned fra de eksisterende viadukter øst for Bishopsgate. Dette betyder at der er betydelige stigninger ud af stationen. Lord Salisbury, der var formand for Great Eastern i 1870, beskrev forlængelsen til Liverpool Street som "en af de største fejltagelser, der nogensinde var begået i jernbanesammenhæng."
Liverpool Street er en af de fire jernbanestationer på det britiske Monopoly-bræt, der første gang udkom i begyndelsen af det 20. århundrede.
Stationen var det første sted i London, der blev ramt af tyske Gotha G.V. under 1. verdenskrig. I maj 1917 blev stationen ramt direkte af 1.000 pund bomber, der dræbte 162 personer. I 1922 blev de GER-ansatte, der døde under krigen mindet med et stort mindemærke i marmor i Liverpool Streets forhal, som blev afsløret af Sir Henry Wilson. På sin vej hjem fra ceremonien blev Wilson henrettet af to frivillige fra Irish Republican Army.
Mange jødiske flygtningebørn ankom på Liverpool Street i slutningen af 1930'erne, som en del af Kindertransport. I september 2003 blev skulpturen Für Das Kind Kindertransport Memorial af kunstneren Flor Kent, der havde udtænkt projektet, opstillet på stationen. Den består af glaskuffert med oprindelige objekter og en bronzeskulptur af en virkelig pige, der er en direkte efterkommer af et barn, der blev reddet ay Sir Nicholas Winton, der afslørede værket. Materialerne i skulpturen begyndte at blive i dårlig stand, og i 2006 blev en erstatning i bronze af Frank Meisler, forestillende en gruppe børn og et jernbanespor, opsat i stedet.
I 1970'erne var stationen blevet mørk, forfalden og klam, hvilket mest medførte associationer om en anden tidsalder. Stationen undergik store forandringer mellem 1985 og 1992, heriblandt at føre alle sporene i hovedbanegårdshallen frem til det samme slutpunkt og anlæggelse af et ny Underground-billetkontor, men facaden, victorianske støbejernssøjler, og mindesmærket for Great Eastern Railways ansatte, der døde under 1. verdenskrig blev bevaret. Renoveringen sammentraf med lukningen og nedrivningen af nabostationen Broad Street og anlægget af Broadgate på dette sted. Liverpool Street blev officielt genåbnet af HM Dronning Elizabeth 2. i 1991. På dette tidspunkt blev den gigantiske og dyre køreplanstavle, der hænger over stationsforhallen, installeret. Der var dog tekniske problemer, hvilket medførte en stor forsinkelse, selv efter den officielle åbning, før den kom i drift. Det var en af de største tilbageværende mekaniske "flapper boards" på en britisk jernbanestation og bestemt den største, men den blev fjernet i september 2007 og erstattet med elektroniske tavler. Det "nye" stationstag er stort set bygget i samme stil som stationens vestlige del, der overlevede krigen. Den oprindelige tagbeklædning blev malet brunt på dette tidspunkt, med røget plexiglas, mens den nye tagbeklædning blev malet blåt med klart glas, så man kan se forskel på det nye og gamle tag. Alle perroner ender nu i en fælles bane og kan håndtere 12-vognstog (bortset fra spor 16-18, hvor der kan holde otte vogne).
Stationen har siden 1993 været "venskabsstation" med Amsterdam Centraal, og der er en mindeplade om dette i forhallen, tæt på hovedindgangen til Underground-stationen.

## National Rail-destinationer
Liverpool Street betjener destinationer i East of England inklusive Stansted Airport, Cambridge, Lowestoft, Great Yarmouth, Norwich, Ipswich, Clacton-on-Sea, Chelmsford, Colchester, Braintree, Southend Airport, Southend-on-Sea og havnen i Harwich, så vel som mange forstadsstationer i det nordøstlige London, Essex og Hertfordshire. Det er en af de travleste pendlerstationer i London. Et dagligt lyntog til Harwich giver forbindelse med færgen fra Harwich til Hoek van Holland, hvilket udgår Dutchflyer-betjeningen.
Næsten alle passagertog fra Liverpool Street bliver i øjeblikket opereret af Greater Anglia. De køre lokal- og forstadstog på Great Eastern og West Anglia lines og lyntog til Colchester, Clacton-on-Sea, Ipswich og Norwich.
Der er to shuttletog til Barking, kun med stop på Stratford, på hverdagsaftener, der køres af c2c. Alle andre c2c-tog afgår fra Fenchurch Street. Dog benyttes Liverpool Street også af c2c under sporarbejder.

## Underground-station
Liverpool Street er den femte travleste station i London Underground-netværket med fire gennemkørende linjer; tre cut-and-cover-baner og en dybtliggende. Stationen betjenes af Central, Circle, Hammersmith & City og Metropolitan lines.
Stationen har perroner i afgravning (åbnet af Metropolitan Railway (MR) som "Bishopsgate" den 12. juli 1875) på Circle, Metropolitan og Hammersmith & City lines. MR havde benyttet fjerntogssporene på GER-stationen fra 1. februar 1875, men denne forbindelse havde et kort liv. Stationen blev omdøbt Liverpool Street fra 1. november 1909. Et ubenyttet vestvendt vendespor, der tidligere blev benyttet af vendende Metropolitan og sjældne District line-tog, der kørte via Edgware Road, er stadig synligt.
De dybtliggende Central line-perroner åbnede den 28. juli 1912 som den nye østlige endestation på Central London Railway. Banen blev forlænget mod øst 4. december 1946, som en del af London Passenger Transport Boards "New Works Programme 1935-1940", der blev forsinket på grund af 2. verdenskrig.
Kun det østgående spor på den på Circle line m.fl. er tilgængeligt for gangbesværede. Kørestolsbrugere, der ønsker at rejde i den anden retning, skal tage et tog, der ender på Aldgate eller Whitechapel, og blive på dette til det begynder sin vestgående rejse. Når man kommer fra Aldgate eller Barking, er det nødvendigt at fortsætte til King's Cross St Pancras, hvor der kan skiftes retning. Nogle stationer på den østlige del af Central line har adgang for kørestole, og disse kan nås ved skifte på Mile End.

## Fremtid

### Crossrail
Fra 2018 vil Liverpool Street blive betjent af de nye underjordiske Crossrail-spor, for tog mod vest til Paddington, Heathrow og Maidenhead via City og West End. Abbey Wood vil blive betjent af tog mod øst.
Der vil blive bygget en ny billethal med trin-fri adgang ved siden af byudviklingsområdet Broadgate, med en fodgængertunneller via de nye dybtliggende perroner til billethallen på Moorgate, hvilket giver direkte forbindelse til Northern line, Northern City Line og cut-and-cover-banerne, der også kører fra Liverpool Street.
Den nuværende forbindelse med seks tog i timen, der køres som stop-tog mellem Liverpool Street og Shenfield, vil blive fordoblet og omled ind i en tunnel mellem Liverpool Street og Stratford via Whitechapel.
Der vil blive bygget en midlertidig skakt på Finsbury Circus for at gøre plads til anlægget af perronerne, der vil blive fjernet igen, når stationen er færdig.

## Fjerntog

### Nuværende betjeningsniveau
I den nuværende køreplan er der mandag til fredag udenfor myldretiden 30 ankommende og afgående tog i timen.

#### Great Eastern Main Line-ruter
- 1 tog pr. time til Braintree, der standser på Stratford, Shenfield, Ingatestone, Chelmsford, Witham, og herfra på alle stationer til Braintree.

- 2 tog pr. time til Norwich, hvoraf:
  - 1 standser i Colchester, Manningtree, Ipswich, Diss og Norwich.
  - 1 standser i Stratford, Chelmsford, Colchester, Manningtree, Ipswich, Stowmarket, Diss og Norwich.

- 6 tog pr. time til Shenfield, der standser på alle stationer.

- 3 tog pr. time til Southend Victoria, hvoraf:
  - 2 standser i Stratford, Shenfield og herfra på alle stationer til Southend Victoria.
  - 1 standser i Stratford, Romford, Shenfield og herfra på alle stationer til Southend Victoria.

- 1 tog pr. time til Colchester Town, der standser i Stratford, Romford, Shenfield, Chelmsford, Witham, Kelvedon, Marks Tey, Colchester og Colchester Town.

- 1 tog pr. time til Clacton-on-Sea, der standser i Stratford, Shenfield, Ingatestone, Chelmsford, Witham, Colchester, Wivenhoe, Thorpe-le-Soken og Clacton-on-Sea.

#### West Anglia Main Line-ruter
- 4 tog pr. time til Chingford, der standser på alle stationer, bortset fra Cambridge Heath og London Fields.

- 2 tog pr. time til Enfield Town, der standser på alle stationer via Seven Sisters og Edmonton

- 4 tog pr. time til Stansted Airport, hvoraf:
  - 2 standser i Tottenham Hale, Bishops Stortford og Stansted Airport.
  - 2 standser i Tottenham Hale, Harlow Town og Stansted Airport.

- 2 tog pr. time til Hertford East, der standser i Hackney Downs, Tottenham Hale, og herfra på alle stationer til Hertford East.

- 2 tog pr. time til Cheshunt, der standser på alle stationer via Seven Sisters og Turkey Street

- 2 tog pr. time til Cambridge, hvoraf:
  - 1 standser i Tottenham Hale, Cheshunt, Broxbourne, Harlow Town, Sawbridgeworth, Bishops Stortford, Audley End, Whittlesford Parkway og Cambridge.
  - 1 standser i Tottenham Hale, Cheshunt, og herfra på alle stationer til Cambridge.

## Lokalbusser
Stationen betjenes af buslinjerne 8, 11, 23, 26, 35, 42, 47, 48, 78, 100, 133, 135, 149, 153, 205, 214, 242, 271, 344 og 388, samt natlinjerne N8, N11, N26, N35 og N133.

## Bemærkelsesværdige begivenheder
- I april 1993 eksploderede en bilbombe fra Provisional IRA i Bishopsgate, 200 m fra stationen, hvilket medførte en beskadigelse af denne.
- Den 17. april 1997 optog instruktør Roman Coppola en musikvideo for det britiske band Mansuns single "Tax Loss", ved at bruge skjulte kameraer til at filme medlemmer af videoens produktionsstab (selve bandet optræder ikke i videoen) smide £25.000 i £5-sedler (alle sammen med et hvidt klistermærke med ordet "Taxlo$$" i rød) fra den øverste del af forhallen ned til pendlerne nedenunder. Al denne information stammer fra den færdige musikvideo, hvor alle forberedelserne for dette stunt, ligefra pengene blev hævet til nyhedsrapportager efter begivenheden. Det følgende kaos, hvor menneskemængder kastede sig efter pengene, var forventet for at fremhæve den menneskelige grådighed.
- I 2000 opdagede London Underground-personale en passager, der stod på den østgående Central line-perron kl. 2 om natten, på videoovervågningen, på trods af at stationen var lukket. Efter en grundig gennemsøgelse af område blev passageren aldrig fundet.[7][8]
- Under terrorangrebet i London 7. juli 2005 blev en bombe, der dræbte 7 personer, udløst på et Circle line-tog kort efter det havde forladt Liverpool Street på vej mod Aldgate Station på Circle line.

## I fiktion
Romaner
- I Andy McNabs roman Dark Winter er stationen mål for et lignende angreb.
- I børnebogen Groosham Grange fra 1988 er hovedpersoen sendt af sted fra London Liverpool Street.
- I serien Alex Rider af Anthony Horowitz er MI6's hovedkvarter nær Liverpool Street Station.
- I W.G. Sebalds roman Austerlitz nævnes Liverpool Street i forbindelse med The Great Eastern Hotel.

Film
- I 2009 blev skuespillerne fra St. Trinian's 2: The Legend of Fritton's Gold og hundredvis af statister optaget i en flash mob-lignende scene, hvor pigerne dansede midt i togstationen.
- Et CIA safe house over Old Broad Street-indgangen til Liverpool Street Underground Station er med i filmen Mission: Impossible. I filmen forladet hovedrollen, spillet af Tom Cruise, safe house'et og træder ind på fjerntogsstationens forhal for at bruge en telefonboks, placeret under den dobbelte trappe (senere fjernet og erstattet af pengeautomater).
- I filmen Stormbreaker løber hovedrollen gennem stationen for at finde en fotoautomat, hvorfra han bliver transporteret til MI6.

TV
- I 2011 indeholdte en episode af BBC's dramaserie The Shadow Line en scene, hvor en mand forsøgte at undgå både politiet og en kriminel via London Underground, hvilket lykkedes ved at stige af på Liverpool Street.
- I London Under Attack, vist første gang i BBC One-programmet Panorama i maj 2004, indeholde et fiktivt doku-drama-portræt af, hvordan en terrororganisation kan angribe London, og benyttede Liverpool Street Station som eksempel.[9] I programmet eksploderede en lastbil med klorgas i krydset mellem Shoreditch High Street og Commercial Street, lige nord for Liverpool Street Station. Gasskyen hang over stationen, og drabte 3.000 people. Den britiske regering kaldte programmet "uansvarligt og alarmerende".[10] BBC sagde at Liverpool Street blev benyttet på grund af beliggenheden på grænsen mellem City of London og East End.
- Dramaet Dirty War, ligeledes produceret af BBC og vist første gang i oktober 2004, omhandler selvmordsteorister der udløser en "beskidt bombe" lige udenfor Underground-stationen, hvilken dræber 200 personer og gør området ubeboeligt i 30 år. Siden programmet blev sendt, er stedet, hvor det fiktive bombebærende køretøj parkerede, blevet til en gågade.
- Den 15. januar 2009 kl. 11 var omkring 350 personer en del af en tre minutter guerrilla-dans til en ny T-Mobile-reklame.

## Galleri
- Stationens indgang i Bishopsgate.
- Mindesmærke på Liverpool Street for East Anglia-mændene, der døde under 1. verdenskrig.
- Stationens tag med et Litra 90-lokomotiv i forgrunden.
- Stationen set fra Exchange Square.
- Indgang i Liverpool Street.
- Et tog ankommer på Liverpool Street i januar 1979.
- Tog på Liverpool Street i 1970'erne.
- Liverpool Street Station i 1984.
- Perroner på Liverpool Street Station.
- Østgående Central line-perron.
- Circle, Metropolitan, Hammersmith & City lines-perroner.
- Rondel på en Central line-perron.